# Hard Knocks (émission de télévision)
Pour l’article homonyme, voir Hard Knocks.
Hard Knocks est un documentaire mariant la téléréalité et le sport, produit par NFL Films et HBO. Diffusé pour la première fois en 2001, il compte onze saisons en 2016. Chaque saison, il suit une franchise de NFL durant son camp d'entrainement, et fournit ainsi une perspective plus profonde de la préparation de l'équipe en vue de la saison en approche. La NFL et HBO considèrent Hard Knocks comme « la première série de télé-réalité sportive »,.

## Description

### Contenu
Le documentaire montre la vie privée et professionnelle des joueurs, des entraîneurs et du personnel encadrant, ainsi que leur vie de famille, les compétitions pour les places de titulaires, et les scènes de farces entre joueurs. Il s'intéresse particulièrement aux entraînements des rookies en vue de leur première saison en NFL, notamment ceux recrutés durant les premiers tours de la draft. Il se concentre également sur le cas des agents libres qui s'efforcent d'intégrer l'effectif.

### Narration
Le documentaire est narré par Liev Schreiber depuis 2001, à l'exception de l'édition de 2007, narrée par Paul Rudd. 

### Collaboration avec la NFL
Avant le choix des Bengals de Cincinnati pour le tournage de la 8e saison de Hard Knocks en 2013, qui constitue la deuxième apparition de la franchise dans le documentaire, les équipes de HBO Sports et NFL Films ont essuyé de nombreux refus (les Falcons d'Atlanta, les 49ers de San Francisco, les Redskins de Washington, les Seahawks de Seattle et les Texans de Houston). À la suite des échecs cités, le commissaire de la NFL Roger Goodell déclare son désir de voir plus de franchises évoluer sous les caméras du documentaire, afin d'apporter plus de diversité au fil des années.
Le 18 juin 2013, NFL Films signe une prolongation de contrat avec HBO Sports pour continuer le tournage et la diffusion de la série sportive, pour un nombre non communiqué de saisons.
Afin d'assurer la pérennité de l'émission, les instances de la ligue annoncent le 8 octobre 2013 la mise en place une nouvelle règle autour du tournage du show : chaque année, une franchise fera l'objet de l'apparition de la saison annuelle des Hard Knocks. Si le système de volontariat reste prioritaire, une équipe serait désignée dans le cas inverse. Exception à la règle, les équipes avec de nouveaux entraîneurs, celles qui ont joué les playoffs au moins une fois sur les deux précédentes année, ainsi que celles qui sont déjà apparues dans le documentaire sportif sur les dix dernières années, ne peuvent être apparaître contre leur gré.

### Logos

Évolution du logo
Logo en 2008.
Logo en 2009 et 2013.
Logo en 2010.
Logo en 2012.
Logo en 2014.
Logo en 2015.
Logo en 2016.
Logo en 2017.
Logo en 2018.
Logo en 2019.
Logo en 2020.

## Saisons

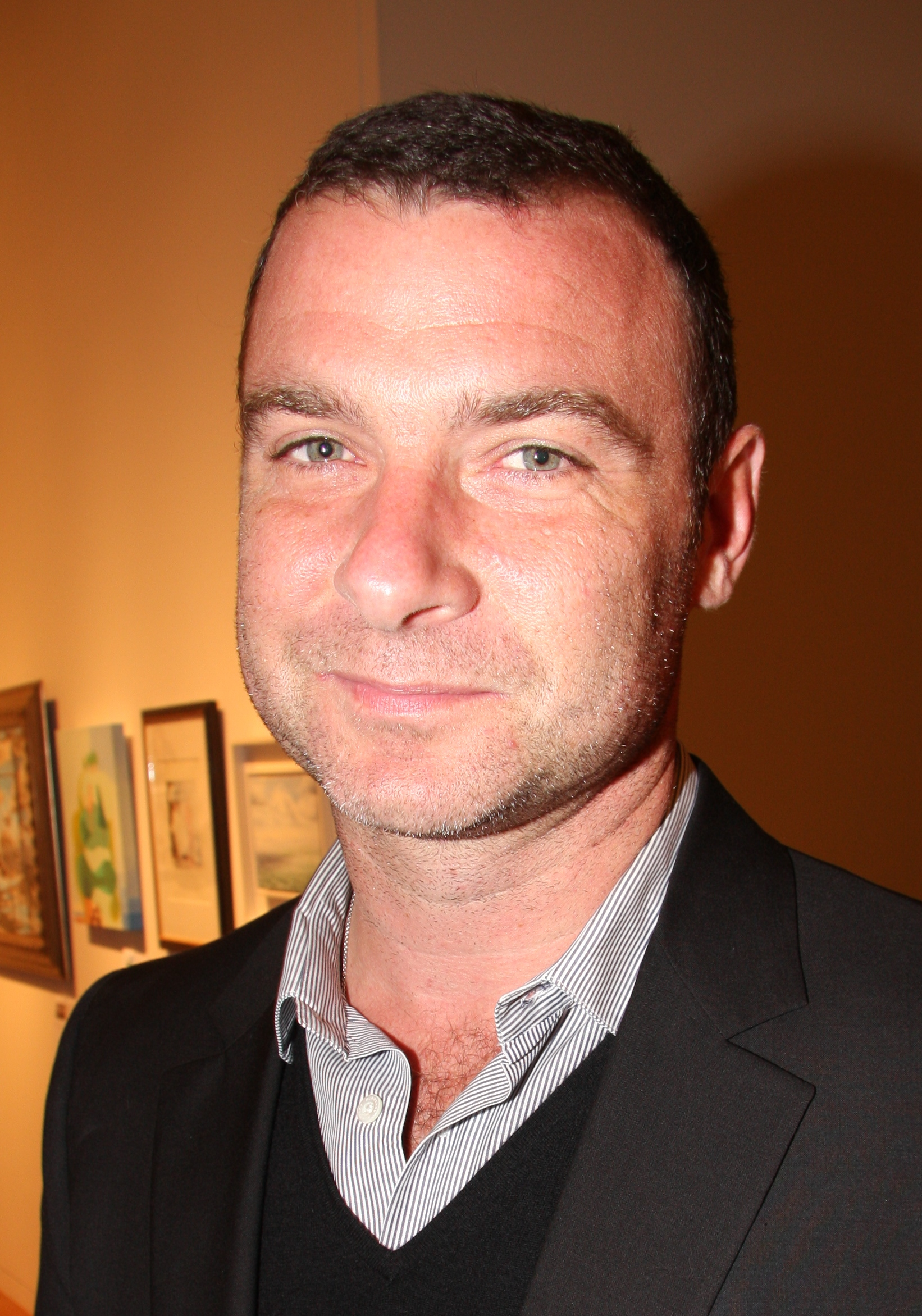
Liev Schreiber, narrateur récurrent de Hard Knocks.

### 2001 -Training Camp with the Baltimore Ravens
Pour cette première saison axée sur les Ravens de Baltimore, les lignes directives sont entre autres :
- La franchise cherche à réitérer sa victoire au Super Bowl.
- L'adaptation des rookies Todd Heap et Dwayne Missouri au football professionnel.
- Les réajustements de la franchise autour de la suite de la blessure mettant fin à la saison de Jamal Lewis.
- Les vétérans Shannon Sharpe, Rod Woodson, Qadry Ismail et Tony Siragusa dans les dernières années de leurs carrières.
- La compétition entre les quarterbacks Elvis Grbac et Randall Cunningham.
- Ozzie Newsome et Brian Billick aux commandes de la franchise.

### 2002 -Training Camp with the Dallas Cowboys
Pour la seconde saison dans l'intimité des Cowboys de Dallas, les lignes directives incluent entre autres :
- La mise sous pression de Quincy Carter pour rester quaterback titulaire, et l'acquisition parallèle de Chad Hutchinson en tant que quaterback de réserve.
- L'intégration du rookie Roy Williams au football professionnel.
- La dernière saison de Emmitt Smith chez les Cowboys, et sa poursuite du record NFL de yards gagnés à la course.
- Dave Campo à la tête de la franchise en tant qu'entraîneur principal pour la troisième saison consécutive.

### 2007 -Training Camp with the Kansas City Chiefs

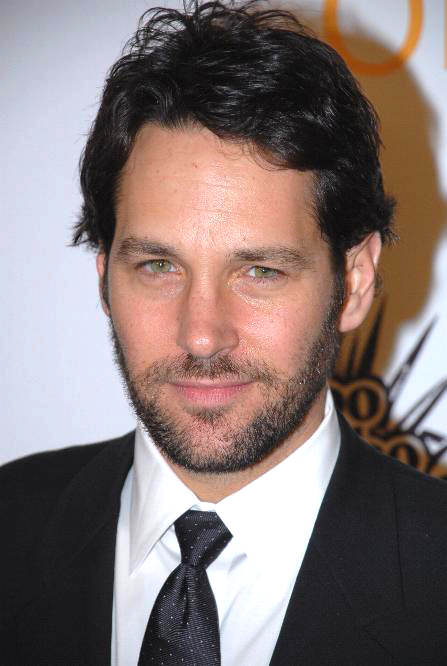
Paul Rudd narre la saison 2007 des Hard Knocks.

Après une pause de cinq années, l'émission revient en 2007 et suit les Chiefs de Kansas City. Elle est alors narrée par l'acteur Paul Rudd, supporteur des Chiefs: c'est la seule saison dont le narrateur n'est pas Liev Schreiber.
Les lignes directives de cet épisode chez les Chiefs incluent entre autres :
- La lutte pour le poste de quaterback titulaire entre le vétéran Damon Huard et le seconde année Brodie Croyle.
- La grève du running back vedette Larry Johnson à l'occasion de la négociation de son contrat.
- La tentative de relance de carrière de Priest Holmes après une saison 2006 blanche due à une blessure au cou.
- La grève du rookie wide receiver Dwayne Bowe, drafté au premier tour par les Chiefs, à la signature de son contrat, et ses entraînements tardifs.
- La reconversion de Boomer Grigsby du poste de linebacker à celui de fullback.
- L'évolution des rookies defensive lineman Tank Tyler et Turk McBride.
- La rivalité entre deux cornerback non-draftés, Tyron Brackenridge et Dimitri Patterson.
- La vedette d'Arena Football League Bobby Sippio cherchant à disputer de nouveau des matchs en extérieur.

### 2008 -Training Camp with the Dallas Cowboys
Les caméras de HBO posent leur matériel chez les Cowboys de Dallas pour la seconde fois à l'occasion de la quatrième saison.
Les lignes directives de cet épisode chez les Cowboys incluent entre autres :
- Le retour du cornerback Adam "Pacman" Jones au football américain.
- Keon Lattimore, jeune frère de Ray Lewis, en compétition pour une place dans l'effectif final.
- Todd Lowber, jeune wide receiver novice dans le football américain, tentant de se faire une place dans l'équipe.
- Le wide receiver Danny Amendola en compétition pour une place dans l'effectif final.
- Les rookies Felix Jones et Martellus Bennett s'adaptant à leur premier camp d'entrainement NFL.

### 2009 -Training Camp with the Cincinnati Bengals
Les Bengals de Cincinnati sont au centre de la nouvelle saison. Les parts d'audimat dépassent les records des précédentes saisons de Hard Knocks, et le documentaire remporte deux Sports Emmy Awards (catégories Outstanding Edited Sports Series or Anthology et Outstanding Post Produced Audio / Sound).
Les lignes directives de cet épisode chez les Bengals incluent entre autres :
- La compétition pour le poste de fullback titulaire entre Jeremi Johnson, Chris Pressley, Fui Vakapuna et J. D. Runnels.
- Les blessures des tight end Reggie Kelly et Ben Utecht, et la prise en main du rookie tight end Chase Coffman pour son entrée en NFL.
- La grève de l'offensive tackle Andre Smith, sélectionné au premier tour de draft, avant la signature de son contrat.
- La concurrence entre les safety Roy Williams et Chinedum Ndukwe.
- Les efforts du quaterback titulaire Carson Palmer après une saison 2008 ponctuée de nombreuses blessures.
- Les singeries du wide receiver Chad Ochocinco et ses répliques récurrentes, en particulier « Child please ».
- L'évolution et la maturation du wide receiver Chris Henry.

### 2010 -Training Camp with the New York Jets
Les Jets de New York sont le sujet de la sixième saison de la série. L'officialisation est faite le 25 mars 2010, alors qu'HBO commence la diffusion le 11 août 2010. Pour la deuxième année consécutive, le documentaire remporte un nouvel Sports Emmy Award (catégorie Outstanding Edited Sports Series or Anthology). Les Jets déclineront plus tard l'opportunité de réapparaître à l'écran pour la saison 2011.
Les lignes directives de cet épisode sur les Jets incluent entre autres :
- Le style vocal particulier de l’entraîneur Rex Ryan, révélé par plusieurs courtes répliques devenues populaires avec le documentaire, comme « That's being a jackass ! » et « Let's go eat a goddamn snack ! »[14].
- La grève du cornerback Darrelle Revis pour la renégociation de son contrat.
- La rivalité pour le poste de fullback titulaire entre le vétéran Tony Richardson, le journalier Jason Davis et le rookie John Conner.
- La seconde année du quaterback titulaire Mark Sanchez, et son évolution en tant que joueur-vitrine de la franchise.
- Le retour de Kris Jenkins après ses soins chirurgicaux.

### 2011 -A Decade of NFL Training Camps
Fin juin 2011, la société de production NFL Films annonce qu'elle ne produirait pas le traditionnel Hard Knocks en 2011. En effet, aucune franchise ne souhaite alors apparaître dans le documentaire, alors que la NFL est paralysée par la grève contestataire des 32 propriétaires de franchises. En substitution, une rétrospective sur la série, nommée Hard Knocks: A Decade of NFL Training Camps est montée, constituée d'extraits des six précédentes saisons et agrémentée de commentaires d'anciens figurants comme Brian Billick et Shannon Sharpe.

### 2012 -Training Camp with the Miami Dolphins
Le 29 mai 2012, Joe Philbin, entraîneur principal des Dolphins de Miami, annonce que son équipe participera à la saison 2012 des Hard Knocks. Le premier épisode est mis à disposition gratuitement en streaming par HBO (aux États-Unis uniquement).
Les lignes directives de cet épisode sur les Dolphins incluent entre autres :
- La négociation du contrat de Ryan Tannehill, sélectionné au premier tour de draft, et son évolution en tant que rookie quaterback de NFL.
- La concurrence entre les quaterbacks vétérans Matt Moore et David Garrard avec Ryan Tannehill, qui verra sortir gagnant le rookie après la deuxième semaine de la pré-saison[17].
- Les problèmes de santé de David Garrard, en particulier sa blessure au genou pendant le camp. Il est mis à l'écart le jour de la diffusion du dernier épisode.
- Les difficultés de Les Brown à passer du basket-ball universitaire au football américain professionnel, plus particulièrement au poste de tight end, et son remerciement plus tardivement.
- L'entrevue entre Joe Philbin et Chad Johnson et la libération de son contrat à la suite de son arrestation pour avoir asséné un coup de boule à sa femme[18].
- L'échange du cornerback Vontae Davis avec les Colts d'Indianapolis en échange de futurs tours de draft[19].

### 2013 -Training Camp with the Cincinnati Bengals

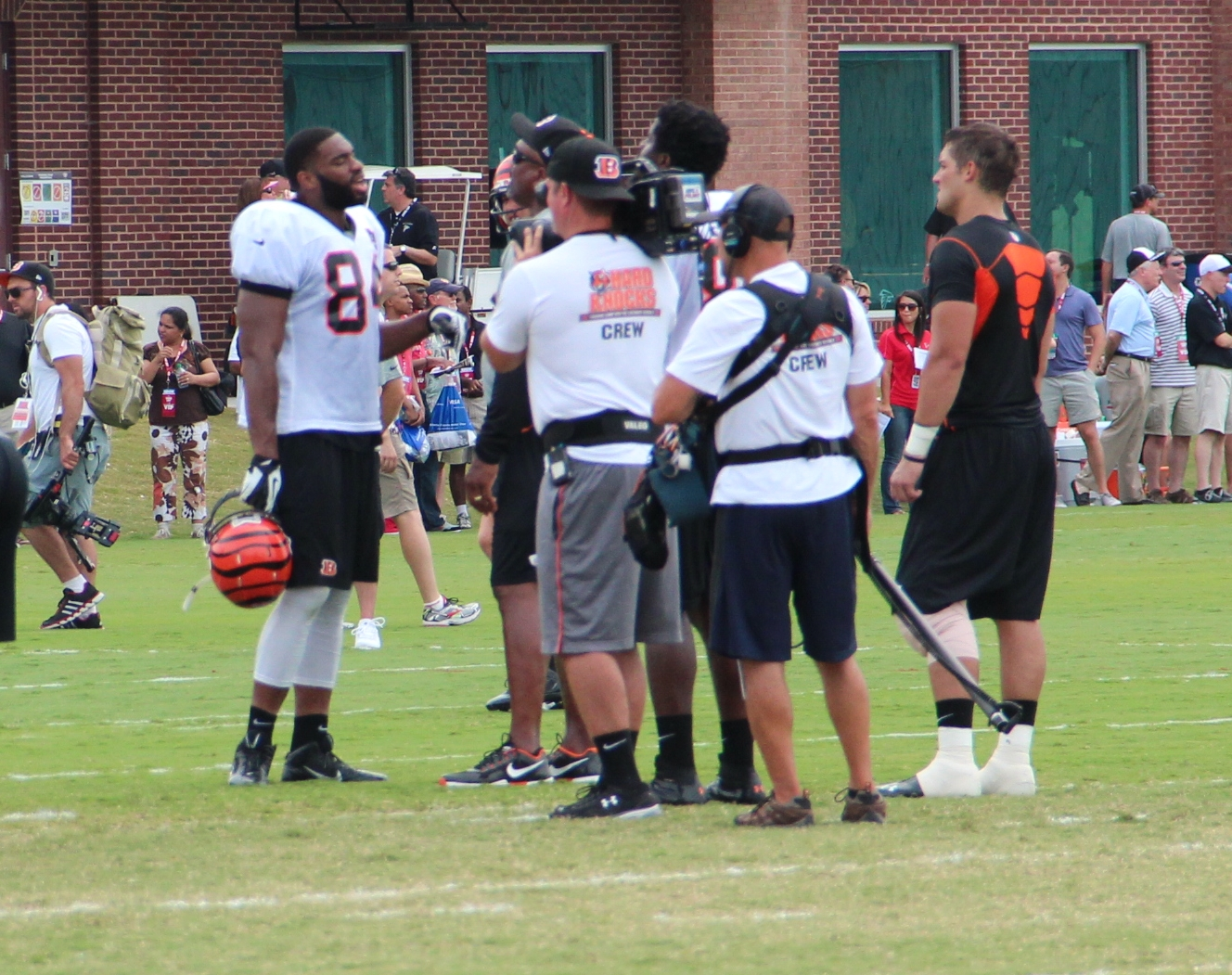
Jermaine Gresham sous les caméras de HBO en 2013.

Les Bengals de Cincinnati sont choisis pour figurer dans la saison 2013 des Hard Knocks, ce qui constitue leur deuxième apparition dans le documentaire.
Les lignes directives de ce second épisode sur les Bengals incluent entre autres :
- La blessure mettant un terme à la saison du rookie defensive lineman Larry Black.
- L'aversion du linebacker James Harrison pour l'équipe de caméras de HBO pour Hard Knocks.
- La compétition pour le poste de quaterback remplaçant ainsi qu'une place dans le roster entre Josh Johnson et John Skelton.
- Les débuts du rookie estonien defensive end Margus Hunt en NFL et dans la vie américaine.
- La lutte pour le poste de fullback dans l'équipe entre le vétéran John Conner et le tight-end reconverti Orson Charles.
- La concurrence pour le poste de linebacker entre les rookies non-draftés Jayson DiManche et Bruce Taylor.
- Les efforts du linebacker Aaron Maybin pour rester dans l'effectif et sa passion pour la peinture.

### 2014 -Training Camp with the Atlanta Falcons

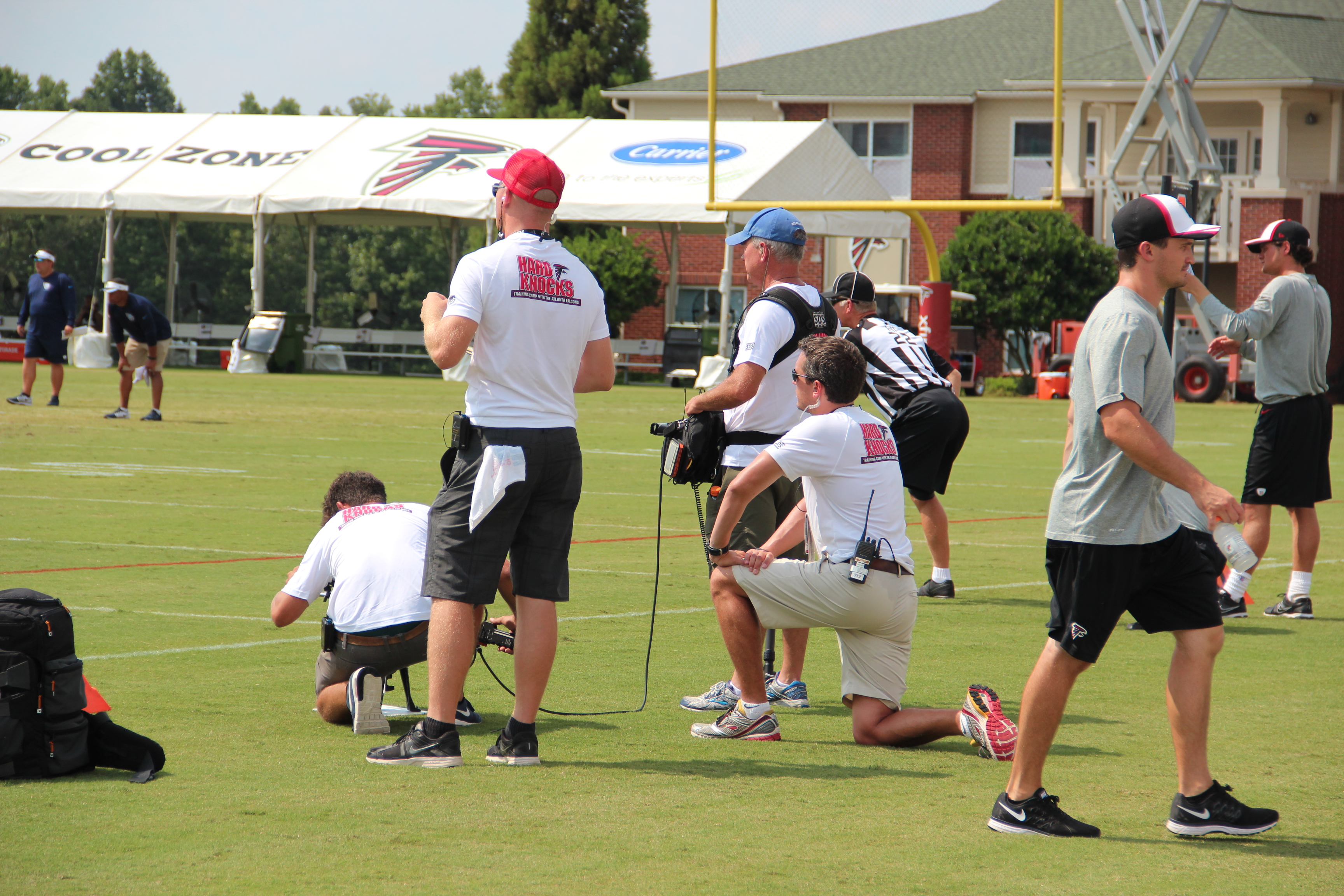
Les caméras de HBO investissent le camp d'entraînement des Falcons en 2014.

Après une apparition discrète lors de la précédente saison des Bengals, les Falcons d'Atlanta sont officiellement révélés le 12 juin 2014 pour figurer dans la neuvième saison des Hard Knocks, avec une première diffusion le 5 août. Les Falcons se sont en effet portés volontaires pour apparaître dans cette édition 2014 de la série documentaire, alors que huit franchises étaient sur la liste de présélection selon les nouveaux critères des instances de la ligue pour être forcées à accueillir les équipes de HBO dans le cas où aucune équipe ne se manifestait de son plein gré.
Les lignes directives de cet épisode sur les Falcons incluent entre autres :
- Les directives pour endurcir l'effectif après une saison 2014 décevante.
- L'essai du retour du vétéran Kroy Biermann après une blessure grave.
- Le suivi du 7e tour de draft et avant-dernier repêché Tyler Starr[23].

### 2015 -Training Camp with the Houston Texans
Le 27 mai 2015, les instances de la NFL et de HBO annoncent que les Texans de Houston seront sous les caméras dans le cadre de la dixième saison de Hard Knocks. La franchise avait déjà fait une brève apparition à l'écran lors de la saison précédente pendant un entraînement commun avec les Falcons.

### 2016 -Training Camp with the Los Angeles Rams
À l'occasion d'une conférence tenue par la NFL, les instances de cette dernière et celles des Rams de Los Angeles annoncent le 23 mars 2016 que la franchise fera l'objet de la 11e saison des Hard Knocks. Le documentaire suit ainsi pour la première fois une franchise tout juste délocalisée, dans ce cas précis pour le premier camp d'entraînement de l'équipe après le déménagement des Rams de Saint-Louis à Los Angeles.

### 2017 -Training Camp with the Tampa Bay Buccaneers
Le club des Buccaneers de Tampa Bay annonce le 19 avril 2017 qu'il sera la franchise mise en lumière dans le cadre de la 12e saison de la série-documentaire.

### 2018 -Training Camp with the Cleveland Browns
Les Browns de Cleveland sont l'équipe suivie pour l'édition de la saison 2018.

### 2019 -Training Camp with the Oakland Raiders
Les Raiders d'Oakland annoncent le 11 juin 2019 qu'ils seront l'équipe suivie pour l'édition de la saison 2019.

### 2020 -Los Angeles
Pour la première fois de l'histoire du programme, deux équipes font l'objet de cette saison : les deux franchises de Los Angeles, les Chargers et les Rams, sont ainsi suivies à l'aube de leur aménagement au SoFi Stadium.

### 2021 -The Dallas Cowboys
Alors que l'émission fête son 20e anniversaire, les Cowboys de Dallas sont les acteurs principaux pour la troisième fois de l'histoire du programme.

## Productions similaires

### 2004 -Inside Training Camp: Jaguars Summer
En 2004, NFL Films produit une série-documentaire sur les camps d’entraînements, virtuellement identique aux Hard Knocks, qui met en scène les Jaguars de Jacksonville. Sous le nom de Inside Training Camp: Jaguars Summer, elle est diffusée sur NFL Network et non sur HBO, et est narrée par Robb Webb, narrateur fréquent chez NFL Films.
Les lignes directives de cet épisode sur les Jaguars incluent entre autres :
- La seconde saison de Jack Del Rio en tant qu’entraîneur principal, malgré une saison 2003 décevante.
- L'évolution du rookie wide receiver Reggie Williams, sélectionné au premier tour de la draft.